# 迷你樂一通
《迷你樂一通》（英語：Tiny Toon Adventures）是一套由華納兄弟製作的動畫影集，屬於樂一通系列的分支，由史蒂芬·史匹柏帶頭製作。作品以類似樂一通的小朋友做主角。而樂一通原班人馬亦有客串演出。動畫於1990年播出時好評如潮，大受觀眾歡迎。2020年11月，卡通頻道宣佈華納兄弟將再以史蒂芬·史匹柏為首製作重啟作品《迷你樂一通大學》（Tiny Toon Looniversity）。

## 概要
動畫的構思是來自當年的華納兄弟主席，特裡·塞梅爾。當時他看見市場上有許多經典角色以迷你及較親近小孩的形象重現，如、等，並取得可觀的商業利潤。因此，他決定要為華納兄弟最為經典的《樂一通》系列引入迷你版。
根據原本方案，華納兄弟想把故事角色設為《樂一通》朋友的後代或小時候的《樂一通》朋友。但製作方案到了主要創作人史提芬·史匹堡手上以後，這些小朋友角色只和對應的《樂一通》角色有一樣的心靈，而關係亦定為師徒。有別於其他迷你版作品側重於表現角色的年幼和稚嫩，本作更貼近將《樂一通》系列進行二次創作，且毫不避忌加入成人笑話、美國娛樂圈生態和黑白時代作品的原素，可謂在同類作品中徹底突破觀眾對象的限制。而華納兄弟原本設定的方案，則造就了多年後製作的《寶貝樂一通》。
起初華納兄弟想把作品放在電影前後播放，但因應電影院觀賞動畫逐漸息微，以及製作團隊構想的內容繁多，動畫最終在1988年12月被官方改為在電視播放，連廣告每30分鐘一集。本作得到空前成功以後，華納兄弟決定繼續起用兩位主創史提芬·史匹堡和Tom Ruegger，繼續製作一些吸引高年齡層觀眾的新派動畫，如《狂歡三寶》。在同一團隊投入製作《狂歡三寶》以前，本作因應資源和商品週期所限，於1992年結束正傳製作，以重播及特別長篇維持人氣。直到新任華納兄弟主席上場，並大力節省動畫宣傳的資源時，本作正式於1990年代的輝煌時代退下來。而後來即便動畫部復蘇，人員均聚焦《樂一通》角色的現代化創作，類近外傳性質的本作多年來都未有再被重視，成為很多美國人的集體回憶。
此一現象直至2010年末期才有所打破。2016年，正值史提芬·史匹堡與華納兄弟再度合作製作《挑戰者1號》，與及《狂歡三寶》在Netflix上架時得到激烈迴響，有關重啟相關年代動畫的提案正式開展。繼後，當重啟26集的《狂歡三寶》完成基本創作，華納兄弟正式將《迷你樂一通》的重啟製作放在日程中。

## 故事

### 開端
在八、九十年代，華納兄弟的動畫發展走向淡靜，高層便要求動畫師盡快推出一套理想的新動畫。於是動畫師連夜設計了許多特別角色，而Buster Bunny和Babs Bunny就在其中。最後動畫師卻因兩者表現過份瘋狂而放棄了設計，寧可聽天由命。Buster和Babs不服，便自行編製動畫的所有內容，又從動畫師的舊設計中評審可以再利用的角色。在經過重重關卡和經典角色兔寶寶的協助下，他們成功造就一套高層和觀眾都非常滿意的試播集。在命令員工全力支持下，Buster Bunny和Babs Bunny亦帶同他們的朋友，正式投入故事舞台之中。

### 基本結構
除卻涵蓋整集時間的長篇外，每集基本上皆由主角Buster Bunny和Babs Bunny主持大局，從一個特定主題帶入不同的故事。
故事中，所有迷你樂一通角色一方面要按劇本「演出」，另一方面要定期去，即一間坐落在城中的大學，接受能令觀眾格外歡樂的訓練課程，以成為樂一通的下一代接班人。而他們的老師，當然是樂一通的原班人馬了。

## 角色資料

### 小朋友
頑皮兔（Buster Bunny）
「兔寶寶（Bugs Buny）」的傳承。跟導師不同的是，Bugs的顏色是灰色的，而Buster則是水藍色（在電視色差的情況下看起來會像淺藍），跟以前的兔寶寶一樣也是住在AcmeAcre森林中的地洞，跟Babs Bunny是鄰居、朋友、青梅竹馬及官配，但是每次Buster和Babs最初出場的時候都會說「我們沒有關係。（No relation.）」。
喜愛惡作劇，也有高超變身技巧，就跟兔寶寶一樣。但是有時候會給自己造成麻煩，例如在第二季的一集中因為偷用導師兔寶寶的VIP信用卡去夏威夷瘋狂消費，而被怒氣沖沖的兔寶寶拿信用卡帳單來算帳，使Buster嚇得趕緊跟Babs一起逃到火星去。
作為整個團隊的領袖，卻不時會有身份認同的顧慮。最嚴峻的一次是在弄不好聖誕演出時打算讓自己消失，幸而最後其在兔寶寶隱藏的協助下，發現想要珍惜的朋友和觀眾，讓他可到最後仍自信團結地帶領演出。
芭比兔（Babs Bunny）
頑皮兔的搭檔，是一隻以Buster為原型而創造出的粉紅色女兔子，個性與她的朋友兼男朋友的Buster相似，卻也比Buster更瘋狂、更活潑。喜歡蝴蝶結，耳朵上就有綁兩個做為其特徵。變身能力比Buster還顯眼，甚至可變身成當代明星或以前名人偉人，創造一些當代時事的笑點。愛開玩笑又活潑又鬼靈精怪的青春少女個性，也一樣讓她惹上不少麻煩，她的口頭禪是「I just can't help myself（我就是控制不了自己。）」還有專門對Buster調情用的「你喜歡我的耳朵往上還是往下？（Do you like my ears go up or down?）」。
在聖誕節特別篇中，Buster正式的跟Babs告白成功，也解決了長久以來「No relation」的問題，成了華納卡通歷史上僅次於兔寶寶和蘿拉兔之後最受歡迎的情侶。
實際上沒有傳承自《樂一通》任何角色，而本作最終也說明如果Buster沒有存在，Babs就只能孤獨面對最低等的待遇，和毫無方向地觀望過去前輩的獨特成就。
後來華納公司出的真人與動畫混合電影─怪物奇兵，以Babs為原型而打造出籃球兔女強人，也同時是華納設定跟兔寶寶的官配─蘿拉兔（Lola Bunny），因此可以說Babs是Lola的前身。不過由於粉絲們對於蘿拉兔硬派女性的性感與甜美而產生的瘋狂熱愛，也可惜Babs沒有導師，因此在許多同人作品中都可以看見Babs和Lola作為師徒的角色關係出現，甚至還有惡搞圖把原本怒氣的兔寶寶拿信用卡帳單找Buster算帳的經典劇照，改成蘿拉兔拿信用卡帳單找Babs算帳。
膽大鴨（Plucky Duck）
「太菲鴨（Daffy Duck）」的傳承。勇於表現，又很忌妒Buster和Babs可以有很多觀眾的喜愛，而且也很自戀，一直夢想要讓本作導演史蒂芬史匹柏可以拍出他的「傳奇劇本」，但以失敗告終，且陷入被全世界狠狠欺負的下場，算是一個非常具現實個性的角色。跟太菲鴨的不同是太菲鴨的毛色是黑色的，而Plucky則是深綠色，因此推測其性徵外觀設計「有可能」是來自綠頭鴨
雖然個性有些差，但其實還是很關心在乎他的朋友。是名科學天才，時常發明些非常神奇的東西甚至會製作時光機，在他的家中可以看到無數的電器與實驗用品，但也常常因為這些發明而害他惹上麻煩。有時會以超級英雄「劇毒復仇者（Toxic Revenger）」的姿態勇敢地出現來保護環境與他的動物朋友們。這種類型的集數通常都是在宣導環保觀念，例如空氣污染、水源污染等等。
華納兄弟曾希望獨立製作以其為主角的作品，惟主創因為集中製作《狂歡三寶》無瑕分身，於是最終只以剪輯本作主演篇章了事。
寶貝豬（Hamton J. Pig）
「豬小弟（Porky Pig）」的傳承。熱愛清潔，又擅長烹飪，會隨身攜帶簡便式吸塵器，連一點灰塵都不敢放過，可惜他有個非常糟的室友─Dizzy Devil，時常會把原本已經清潔的家弄得亂七八糟害Hamton近乎抓狂。這種情節類型的集數似乎有點在致敬或模仿一些美國常見的家庭式幽默喜劇，如：六人行（F.R.I.E.N.D）之類的。他算是眾朋友中最單純善良個性的，也因此常常不小心變成災難中池魚之殃，但他總是能夠樂觀面對。只是當他的忍耐極限破表之後，還是會發飆的。
Furrball
「傻大貓（Sylvester）」的傳承，但是不同於其他的樂一通角色，這師徒的個性相差非常的多。他沒有傻大貓的狡猾與投機取巧，相反的有個溫柔善良的心，會關心許多比他更需要幫助的小東西，甚至一隻蝨子。但是他沒辦法違逆他身為貓的天性，還是會希望可抓到Sweetie Pie並吃掉，但這方面也跟傻大貓和崔弟一樣，每次都被SweetiePie整得很慘。然而關於Furrball和Sweetie Pie後期拉鋸的劇情並不多，中期的故事更集中於其單獨一個也會惹上最大的惡運。
比較像是一隻真正的貓，不太會說話（偶爾會說話，平常則是喵喵叫）毛色是深藍色的，住在破紙箱屋中還時常得翻垃圾桶找食物，又常常被其他貓狗欺負，屬於悲劇小孩的角色。
Sweetie Pie
「崔弟（Tweety）」的傳承。性別為女。與Furball互動的時間相較於第一代的傻大貓與崔弟並沒有很多，再加上Furrball的個性，使得這兩者的冤家關係劇情反而被淡化。相較於第一代的崔弟，其修理Furball的技術與心態上比較趨近邪惡，不過他自身也有個讓自己頭痛的對手，也就是他一直想吃的書蟲（Bookworm），下場就跟傻大貓一樣，經常被書蟲整的很慘。
Fifi La Fume
「臭美公子」的傳承。性別為女，與臭美公子同樣來自法國，是個柔情小美女，說話英文中夾雜著法文口音，喜愛用許多甜蜜的語詞來稱呼對方，又喜愛噴香水，卻掩蓋不了自己的體臭。她的體臭危險性直逼生化武器，甚至可以把鐵籠子給腐蝕掉。相當喜愛年輕俊男且不分種族，常沉浸在自己的浪漫幻想中，希望可以遇到如意郎君，而且對所有男性迷你樂一通角色們幾乎都一見鍾情過。由於自己是臭鼬，常常被許多動物視為毒蛇猛獸，但她自己卻不知道，每次在失戀時都會哭著說「又孤單了，可憐的Fifi，沒有人來愛。(Alone again, poor Fifi, non one loven.)」但是她又很快就可以找到自己的新戀人。後期劇情趨向她「有可能」跟Hamton是官配。
Shirley the Loon
「蒙莉莎」的傳承，個性上有點接近嬉皮，熱愛大自然的生物動物，並且擁有心靈超能力，可以漂浮在空中冥想，而且說話冷淡卻總是切中心痛點,Plucky對此的解釋是「別跟一個會心靈感應的人拐彎抹角」。家裡會裝飾上中國的三炷香，屬於帶有點東方性神祕主義色彩的角色，「有可能」跟Plucky Duck是官配。值得一提的是，Shirley的個性上有點孤高型的自負，與Plucky顯而易見而且表面上的自負有異曲同工之妙。這亦在其後來可能隨便製作出數小時計的迷幻動畫中可見一斑。
Calamity Coyote
「大野狼（Wild E. Coyote）」的傳承。故事中他的學習進度被評為有待改善，師徒個性都有些差別，並沒有追殺天敵的意圖。除了是個科學發明天才、購物專家之外，也同時會願意幫助朋友。跟初代的大野狼一樣沒辦法說話（全篇動畫沒有安排配音）。
Little Beeper
「嗶嗶鳥（Beep Beep）」的傳承，曾在披薩店裡擔任外送員，比起嗶嗶鳥鮮見有反擊狼族的意圖。
迪斯（Dizzy Devil）
「塔斯（Tasmanian Devil）」的傳承,在本作能與其正常說話。從第一集的潘朵拉盒子中釋放出的惡魔之一，但其實性格並沒有特別差，只是太過於單純而且破壞力超強而已，毛色是淺紫色。雖然有自己的房子，但是房子毀了，所以就擅自跑來Hamton家當霸王房客，可以瞬間吃掉無數東西，連可以吃得和不可以吃的都會一起吃，討厭蟲子。不過他似乎無法完美複製塔斯躁狂時的旋風轉，總會淪為猶如剝光豬般的脫毛。
麥士（Montana Max）
「燥山姆」的傳承，但是校園導師不是燥山姆，是少數有此不對應的角色。一個天底下所有的好事一件也不做、所有的壞事都全部幹盡幾萬次也不過癮的天下無敵屁孩，仗著自己財雄勢大，欺壓善良、奪取錢財、吝嗇給予又浪費揮霍、招搖撞騙、撒謊無數、狂妄自大到無可救藥地步。他亦自私自利、汙染環境、霸佔地盤、抹黑市民，說話每句每字都是大吼大叫而且禮貌態度天下無敵差，可說是有史以來最強、最讓人厭惡的超級大反派。
當第一集他從潘朵拉盒子中被釋放出來時，有說過原作者原本要答應給他一個獨立的作品但是他沒有，所以他要報復，成為Acme Acre的大反派。
Max世界上最喜歡的東西就是錢和黃金，甚至連他的門鈴語音都是「Mo~ney~」，瞧不起一切比他還窮的人，愛錢又自私到甚至連可能會造成世界末日都不在乎。不過第二季開始之後，Montana Max雖然仍然個性偏糟而且依然是反派的身分，但是很明顯的看出其行為被洗白了許多，在某些集數中甚至成為醒悟出一些做人處事道理而改過向善的主要角色。
艾美娜（Elmyra Duff）
「Elmer」的傳承。由是潘朵拉盒子中釋放出來，幾乎所有Acme Acre的動物都一致同意這女生才是世界上最可怕而且危險的生物，比弄出直接傷害的Max還要恐怖，亦是Buster和Babs的唯一剋星。愚蠢程度近乎恐龍，雖然性格單純、天真無邪善良，又喜愛動物尤其是兔子，但是其喜愛的方式其實卻是近乎虐待動物，甚至連超級大怪獸都會怕死她。經常會逼她的小動物俘虜吃她做的泥巴派。對Max一見鍾情，但是Max一直非常討厭他，只有數次因對方表現激情而略為心軟。
現實中華納兄弟高層喜歡的角色，因此在姊妹作《狂歡三寶》也頻繁出現，甚至被強制指令加入《Pinky and the Brain》。
Li'l Sneezer
模糊地仿照小老師Sniffles的性格，長相疑似模仿知名卡通「湯姆貓與傑利鼠（Tom and Jerry）」中的小孤兒。天真單純無邪，也是Elmyra照顧過的所有小動物中，唯一單向讓Elmyra受到苦頭的。
雖然看似小卻多才多藝，會吹薩克斯風、會駕駛船艦，特徵是會一直不停的說話，而且又幾乎對許多東西過敏，常常說話說到一半就會開始有反應然後打噴嚏。其噴嚏的力量小可讓自己飛到牆壁上去，大可直逼原子彈爆炸，打噴嚏完後都會說：「Blass me, i have a cold（保重我，我有感冒）」然後咯咯笑。
是個美式足球粉絲，最崇拜的球員偶像是Plucky Duck，但後來在廁所中聽見Plucky似乎打算出賣自己的美式足球隊友計畫好讓自己可以去對方學校的時候，他幾乎心碎，一直不停地在場上要求Plucky說「Say it ain't so（快說你不是這意思...）」。而他的哀求也讓Plucky終於良心發現悔改，冷酷地說了一句「It aint't so（不會是這意思）」，而勇敢地衝向比賽場地接球，幫Acme Acre隊拿下最關鍵的達陣得分贏得勝利。
Gogo Dodo
模糊地仿照經典之中的Dodo，住在Wackyland，一個Acme Acre中完全不受任何物理定律影響到的神奇地方。Babs曾經為了逃離導師、朋友、父母的教訓而逃到Wackyland中，劇情上致敬並模仿愛麗絲夢遊仙境（Alice in wonderland）。
有比Babs更瘋狂，更強的變形能力，也更喜歡開雙關語冷笑話，還可以依照雙關語的意思來變形，可堪比於知名電視劇「彩虹小馬：友情就是魔法（My Little pony: Friendship is magic）」中的無序（Discord）或是迪士尼電影「阿拉丁（Alaadin）」的精靈（Genie）」。唯一弱點就是只要離開Wackyland，能力就會變得脆弱，最後就會消失，而住在Wackyland的生物們也有相同的弱點。

### 教師
兔寶寶（Bugs Bunny）
教導大家成為動畫中有計謀的敵手，同時是Acme Looniversity的校長，也是本作誕生的見證者與輔助者。身為Buster的導師，兔寶寶的角色通常是站在旁觀協助者的角色，直到本作最後也作為關鍵的一員，存在感非常高。
達菲鴨（Daffy Duck）
教導大家學習標語和雙關語，並且是卡通誇飾法（Wildtake，當卡通人物遇到些狀況時而產生極大反應與身體變化創造笑點，例如眼睛凸出、下巴掉到地上、被天降保險箱壓扁、身體變成炸彈然後爆炸等）進階技法課程的指導老師（兔寶寶則是基礎技法的老師），曾經有跟課堂的同學講述他曾經是偵探的過程（也就是舊時Looney tunes的太菲鴨系列的卡通「The Great Piggy Bank Robbery（超級小豬撲滿神偷）中，太菲鴨是個偵探，名叫「Daffy Twacy」，這名字和系列是致敬並惡搞自一個美國的偵探漫畫系列─「Dick Tracy」）。
燥山姆
教導大家使用武器火炮，也是小丑搞怪課的指導老師，但是他討厭這個課，因為他在這課都會被Buster惡整。
獵人（Elmer）
教導大家設置愚昧的陷阱以及卡通式走路。根據劇情，他的車子似乎經常無故起火，平日也是最為受罪的老師。
大野狼（Wile E. Coyote）
Acme Looniversity的教務長，間中會教導大家使用Acme用品，而且跟以前一樣，常常會莫名其妙的被保險箱壓扁，或是被嗶嗶鳥惡整。

## 各集標題
| 話數 | 話數 | 英文標題                                          | 日文標題                                | 動畫製作                                              | 首播日                   | 首播日         |
| 日本 | 美国 | 英文標題                                          | 日文標題                                | 動畫製作                                              | Syndication、Fox Network | 日本電視台     |
| ---- | ---- | ------------------------------------------------- | --------------------------------------- | ----------------------------------------------------- | ------------------------ | -------------- |
| 1    | 1    | The Looney Beginning                              | よろしく!タイニー・トゥーン             | Kennedy Cartoons（ 加拿大） 宏廣股份有限公司（ 台灣） | 1990年9月14日            | 1991年10月7日  |
| 2    | 24   | Migrant Mallard                                   | カモになっちゃうカモ                    | 宏廣股份有限公司（ 台灣）                             | 1990年10月17日           | 1991年10月14日 |
| 2    | 24   | It's a Jungle Out There!                          | コンドルは飛んどる!                     | 宏廣股份有限公司（ 台灣）                             | 1990年10月17日           | 1991年10月14日 |
| 2    | 24   | Kitty Cat-Astrophe!                               | 山猫!?ファーボール                      | 宏廣股份有限公司（ 台灣）                             | 1990年10月17日           | 1991年10月14日 |
| 3    | 2    | A Quack in the Quarks                             | プラッキー 宇宙を救う!                  | AKOM（ 韓國）                                         | 1990年9月17日            | 1991年10月21日 |
| 4    | 12   | Starting from Scratch                             | 子ノミのひとり旅                        | 宏廣股份有限公司（ 台灣）                             | 1990年10月1日            | 1991年10月28日 |
| 5    | 40   | The Acme Bowl                                     | 友情のタッチダウン!                     | Kennedy Cartoons（ 加拿大）                           | 1990年11月16日           | 1991年11月4日  |
| 6    | 37   | Buster's Guide to Getting a Job                   | ガンバル体験記                          | 宏廣股份有限公司（ 台灣）                             | 1990年11月13日           | 1991年11月18日 |
| 6    | 37   | Working Pig                                       | めいわくなお客様                        | 宏廣股份有限公司（ 台灣）                             | 1990年11月13日           | 1991年11月18日 |
| 6    | 37   | Falling to Pizzas!                                | あこがれのピザ・パイ                    | 宏廣股份有限公司（ 台灣）                             | 1990年11月13日           | 1991年11月18日 |
| 7    | 47   | Plucky's Dastardly Deed                           | ずるっこプラッキー                      | Kennedy Cartoons（ 加拿大）                           | 1990年12月7日            | 1991年11月25日 |
| 7    | 47   | Open and Shut Case                                | ハムトンのランチ・タイム                | Kennedy Cartoons（ 加拿大）                           | 1990年12月7日            | 1991年11月25日 |
| 7    | 47   | C Flat or B Sharp?                                | ピアノ運ぱん大作戦!                     | Kennedy Cartoons（ 加拿大）                           | 1990年12月7日            | 1991年11月25日 |
| 8    | 3    | Devil Doggie                                      | 愛されすぎちゃったのよ!                 | TMS娛樂（ 日本）                                      | 1990年9月18日            | 1991年12月2日  |
| 8    | 3    | Optical Intrusion                                 | ひっつきメガネ                          | TMS娛樂（ 日本）                                      | 1990年9月18日            | 1991年12月2日  |
| 8    | 3    | Win, Lose or Kerplowie!                           | クイズでまるもうけ!                     | TMS娛樂（ 日本）                                      | 1990年9月18日            | 1991年12月2日  |
| 9    | 20   | SuperBabs                                         | アクメのピンチ!スーパーバブス           | AKOM（ 韓國）                                         | 1990年10月11日           | 1991年12月9日  |
| 9    | 20   | Duck Trek                                         | けっこう毛だらけダック                  | AKOM（ 韓國）                                         | 1990年10月11日           | 1991年12月9日  |
| 9    | 20   | Pasadena Jones                                    | パサデナ・ジョーンズの大冒険            | AKOM（ 韓國）                                         | 1990年10月11日           | 1991年12月9日  |
| 10   | 25   | Buster and the Wolverine                          | ウルバリンなんかこわくない!             | Kennedy Cartoons（ 加拿大）                           | 1990年10月19日           | 1991年12月16日 |
| 11   | 14   | K-9 Kitty                                         | 番犬!?ファーボール                      | AKOM（ 韓國）                                         | 1990年10月3日            | 1991年12月23日 |
| 11   | 14   | Aroma Amore                                       | ファーボールに夢中!                     | AKOM（ 韓國）                                         | 1990年10月3日            | 1991年12月23日 |
| 11   | 14   | Cross-Country Kitty                               | 二つのカオを持つコネコ                  | AKOM（ 韓國）                                         | 1990年10月3日            | 1991年12月23日 |
| 12   | 41   | Buster's Guide to Dating                          | 恋のレッスン教室?                       | 宏廣股份有限公司（ 台灣）                             | 1990年11月19日           | 1992年1月13日  |
| 12   | 41   | Love Stinks!                                      | クサイクサイも好きのうち!               | 宏廣股份有限公司（ 台灣）                             | 1990年11月19日           | 1992年1月13日  |
| 12   | 41   | The Dream Date Game                               | デートゲームは大混戦!                   | 宏廣股份有限公司（ 台灣）                             | 1990年11月19日           | 1992年1月13日  |
| 13   | 17   | Rock 'n' Roar!                                    | バスターは恐竜のママ!?                  | 宏廣股份有限公司（ 台灣）                             | 1990年10月8日            | 1992年1月20日  |
| 14   | 18   | Prom-ise Her Anything!                            | ラブリーなダンシング・オール・ナイト    | 宏廣股份有限公司（ 台灣）                             | 1990年10月9日            | 1992年1月27日  |
| 15   | 16   | Whining Out!                                      | さらば!高級レストラン                   | AKOM（ 韓國）                                         | 1990年10月5日            | 1992年2月3日   |
| 15   | 16   | Paper Trained                                     | 払ってスッキリ新聞代                    | AKOM（ 韓國）                                         | 1990年10月5日            | 1992年2月3日   |
| 15   | 16   | Butt Out!                                         | バクハツ!怒りのバブス                   | AKOM（ 韓國）                                         | 1990年10月5日            | 1992年2月3日   |
| 16   | 10   | Home Wrecker                                      | バスター 化けて出る!                    | AKOM（ 韓國）                                         | 1990年9月27日            | 1992年2月10日  |
| 16   | 10   | Fang You Very Much!                               | ドラキュラはエルマイラがお好き?         | AKOM（ 韓國）                                         | 1990年9月27日            | 1992年2月10日  |
| 16   | 10   | Easy Biter                                        | 真夏の夜の恐怖                          | AKOM（ 韓國）                                         | 1990年9月27日            | 1992年2月10日  |
| 17   | 22   | Gang Busters                                      | 白黒つけるぜ歌合戦                      | Kennedy Cartoons（ 加拿大）                           | 1990年10月15日           | 1992年2月17日  |
| 18   | 19   | Hare Today, Gone Tomorrow!                        | ペットたちの逆襲                        | Kennedy Cartoons（ 加拿大）                           | 1990年10月10日           | 1992年2月24日  |
| 19   | 30   | Fields of Honey                                   | ハニーのすてきな物語                    | Kennedy Cartoons（ 加拿大）                           | 1990年11月2日            | 1992年3月2日   |
| 20   | 27   | Europe in 30 Minutes                              | ヨーロッパ珍道中記                      | 宏廣股份有限公司（ 台灣）                             | 1990年10月26日           | 1992年3月9日   |
| 21   | 26   | The Weird Couple                                  | スキスキ!ハムトン                       | Kennedy Cartoons（ 加拿大）                           | 1990年10月22日           | 1992年3月16日  |
| 21   | 26   | The Return of the Toxic Revenger!                 | プラッキー 自然を守る!                  | Kennedy Cartoons（ 加拿大）                           | 1990年10月22日           | 1992年3月16日  |
| 21   | 26   | Little Cake of Horrors                            | ケーキはオ・ア・ズ・ケ!                 | Kennedy Cartoons（ 加拿大）                           | 1990年10月22日           | 1992年3月16日  |
| 22   | 4    | Never Too Late to Loon!                           | 天才プラッキー誕生!                     | TMS娛樂（ 日本）                                      | 1990年9月19日            | 1992年3月23日  |
| 22   | 4    | Li'l Sneezer                                      | ベビーシッターにご用心!                 | TMS娛樂（ 日本）                                      | 1990年9月19日            | 1992年3月23日  |
| 22   | 4    | To Bleep or Not to Bleep                          | 知らんプリティー・ガール                | TMS娛樂（ 日本）                                      | 1990年9月19日            | 1992年3月23日  |
| 23   | 21   | Debutante Devil                                   | アイ・ラブ・うさちゃん!                 | 宏廣股份有限公司（ 台灣）                             | 1990年10月12日           | 1992年3月30日  |
| 23   | 21   | Sleight of Hare                                   | ハッピー・バースデー!モンティ           | 宏廣股份有限公司（ 台灣）                             | 1990年10月12日           | 1992年3月30日  |
| 23   | 21   | Duck Out of Luck!                                 | キングプラッキー                        | 宏廣股份有限公司（ 台灣）                             | 1990年10月12日           | 1992年3月30日  |
| 24   | 38   | Scentimental Pig                                  | ソーセージ・ハムトン                    | Encore Cartoons（ 美国）                              | 1990年11月14日           | 1992年4月6日   |
| 24   | 38   | Pit Bullied!                                      | 大好物を変更せよ!                       | Encore Cartoons（ 美国）                              | 1990年11月14日           | 1992年4月6日   |
| 24   | 38   | Duck in the Muck!                                 | プラッキー 正義に燃える!                | Encore Cartoons（ 美国）                              | 1990年11月14日           | 1992年4月6日   |
| 25   | 46   | Dapper Diz                                        | ブラボー・ランボー・ドッボ・ディジー    | 宏廣股份有限公司（ 台灣）                             | 1990年12月4日            | 1992年4月13日  |
| 25   | 46   | A Pigment of His Imagination!                     | そうぞうしいそうぞうの友だち            | 宏廣股份有限公司（ 台灣）                             | 1990年12月4日            | 1992年4月13日  |
| 26   | 43   | One Minute 'Till Three                            | あと一分地獄                            | Kennedy Cartoons（ 加拿大）                           | 1990年11月21日           | 1992年4月20日  |
| 26   | 43   | Sticky Feathers Duck                              | プラッキー ワル!                        | Kennedy Cartoons（ 加拿大）                           | 1990年11月21日           | 1992年4月20日  |
| 26   | 43   | Duck in the Dark!                                 | アクメ街の悪夢                          | Kennedy Cartoons（ 加拿大）                           | 1990年11月21日           | 1992年4月20日  |
| 27   | 29   | Rent-a-Friend                                     | レンタル・フレンド                      | Freelance Animators（ 新西兰）                        | 1990年11月1日            | 1992年4月27日  |
| 27   | 29   | Bunny Daze                                        | 夢がふくらむお年頃?                     | Freelance Animators（ 新西兰）                        | 1990年11月1日            | 1992年4月27日  |
| 27   | 29   | Fur-Gone Conclusion                               | アザラシを救え!                         | Freelance Animators（ 新西兰）                        | 1990年11月1日            | 1992年4月27日  |
| 28   | 9    | Bag That Bunny!                                   | バスター ペットになるべし!              | TMS娛樂（ 日本）                                      | 1990年9月26日            | 1992年5月4日   |
| 28   | 9    | Lifestyles of the Rich and Rotten                 | リッチなお宅拝見!                       | TMS娛樂（ 日本）                                      | 1990年9月26日            | 1992年5月4日   |
| 28   | 9    | The Anvil Chorus                                  | 体力勝負の音楽会                        | TMS娛樂（ 日本）                                      | 1990年9月26日            | 1992年5月4日   |
| 29   | 54   | Robin Hare                                        | ぶっとびロビンフッド                    | AKOM（ 韓國）                                         | 1991年2月8日             | 1992年5月11日  |
| 29   | 54   | To Babs or Not to Babs                            | バブスのシェイクスピア劇                | AKOM（ 韓國）                                         | 1991年2月8日             | 1992年5月11日  |
| 29   | 54   | Elmyra's 'Round the World                         | エルマイラ・ワールド                    | AKOM（ 韓國）                                         | 1991年2月8日             | 1992年5月11日  |
| 30   | 53   | Oh, for Art's Sake!                               | ゲージュツはバクハツだリモコン          | AKOM（ 韓國）                                         | 1991年2月6日             | 1992年5月18日  |
| 30   | 53   | Teddy Bears' Picnic                               | クマさん親子のピクニック                | AKOM（ 韓國）                                         | 1991年2月6日             | 1992年5月18日  |
| 30   | 53   | I Was a Teenage Bunny Sitter                      | ベビーシッターでクッタークター!         | AKOM（ 韓國）                                         | 1991年2月6日             | 1992年5月18日  |
| 31   | 39   | Bat's All Folks!                                  | プラッキーの悪のりバットマン            | Kennedy Cartoons（ 加拿大）                           | 1990年11月15日           | 1992年5月25日  |
| 31   | 39   | Wild Takes Class!                                 | はみ出しプラッキー                      | Kennedy Cartoons（ 加拿大）                           | 1990年11月15日           | 1992年5月25日  |
| 32   | 63   | No Toon Is an Island!                             | 宝物より大事な物は?                     | 宏廣股份有限公司（ 台灣）                             | 1991年2月25日            | 1992年6月1日   |
| 33   | 32   | Love Among the Toons                              | まちがいキューピッド                    | 宏廣股份有限公司（ 台灣）                             | 1990年11月6日            | 1992年6月8日   |
| 33   | 32   | Elmyra's Spring Cleaning                          | きれい好きは困ったちゃん!               | 宏廣股份有限公司（ 台灣）                             | 1990年11月6日            | 1992年6月8日   |
| 33   | 32   | That's Incredibly Stupid!                         | ガッポリもうけまショー                  | 宏廣股份有限公司（ 台灣）                             | 1990年11月6日            | 1992年6月8日   |
| 34   | 59   | And All That Rot!                                 | 霧のロンドンミステリー・ツアー          | Freelance Animators（ 新西兰）                        | 1991年2月18日            | 1992年6月15日  |
| 34   | 59   | Day for Knight                                    | 今夜はトゥナイト!                       | Freelance Animators（ 新西兰）                        | 1991年2月18日            | 1992年6月15日  |
| 35   | 23   | Citizen Max                                       | マックス 立候補する!                    | 宏廣股份有限公司（ 台灣）                             | 1990年10月16日           | 1992年6月22日  |
| 36   | 13   | Hare Raising Night                                | 博士の異常な実験                        | 宏廣股份有限公司（ 台灣）                             | 1990年10月2日            | 1992年6月29日  |
| 37   | 57   | No Deposit, No Return of the Trash Bag Despenser! | 川にゴミを捨てないで!                   | Kennedy Cartoons（ 加拿大）                           | 1991年2月14日            | 1992年7月6日   |
| 37   | 57   | Jungle Bungle                                     | アニマルは困ってる!                     | Kennedy Cartoons（ 加拿大）                           | 1991年2月14日            | 1992年7月6日   |
| 37   | 57   | Waste Deep in Wackyland!                          | 守れ!へんてこランド                     | Kennedy Cartoons（ 加拿大）                           | 1991年2月14日            | 1992年7月6日   |
| 38   | 45   | Whale's Tales                                     | 泳げ!クジラ君                           | AKOM（ 韓國）                                         | 1990年11月26日           | 1992年7月13日  |
| 39   | 60   | Egged on Eagle!                                   | ワシら親子!?                            | Kennedy Cartoons（ 加拿大）                           | 1991年2月19日            | 1992年7月20日  |
| 39   | 60   | Let's Do Lunch!                                   | アタチを食べてぇーん!                   | Kennedy Cartoons（ 加拿大）                           | 1991年2月19日            | 1992年7月20日  |
| 39   | 60   | The Raven                                         | のっとり犯スウィーティー                | Kennedy Cartoons（ 加拿大）                           | 1991年2月19日            | 1992年7月20日  |
| 40   | 55   | Pluck 'o the Irish                                | バンシー・ショックでフラフラ!           | 宏廣股份有限公司（ 台灣）                             | 1991年2月11日            | 1992年7月27日  |
| 40   | 55   | Out of Odor!                                      | 追いつめられてスカンク                  | 宏廣股份有限公司（ 台灣）                             | 1991年2月11日            | 1992年7月27日  |
| 40   | 55   | Buttering Up the Buttfields                       | グルメなカモかも!                       | 宏廣股份有限公司（ 台灣）                             | 1991年2月11日            | 1992年7月27日  |
| 41   | 48   | Mr. Popular's Rules of Cool                       | クールな男の条件とは?                   | 宏廣股份有限公司（ 台灣）                             | 1990年12月10日           | 1992年8月3日   |
| 41   | 48   | Slugfest                                          | サムライスラッグに夢中!                 | 宏廣股份有限公司（ 台灣）                             | 1990年12月10日           | 1992年8月3日   |
| 41   | 48   | Venison Anyone?                                   | 森の知恵くらべ                          | 宏廣股份有限公司（ 台灣）                             | 1990年12月10日           | 1992年8月3日   |
| 42   | 42   | The Learning Principal                            | 校長先生の正体は?                       | Encore Cartoons（ 美国）                              | 1990年11月20日           | 1992年8月10日  |
| 42   | 42   | Eating Between the Lines                          | ボクは本のグルメ                        | Encore Cartoons（ 美国）                              | 1990年11月20日           | 1992年8月10日  |
| 42   | 42   | What's Up, Nurse?                                 | 恐怖のかんごふさん                      | Encore Cartoons（ 美国）                              | 1990年11月20日           | 1992年8月10日  |
| 43   | 28   | Tennis the Menace                                 | あぶないテニス!                         | AKOM（ 韓國）                                         | 1990年10月30日           | 1992年8月17日  |
| 43   | 28   | Bleacher Bummer!                                  | 外野席は大騒ぎ!                         | AKOM（ 韓國）                                         | 1990年10月30日           | 1992年8月17日  |
| 43   | 28   | Miniature Goof!                                   | ゴルフで仕返し                          | AKOM（ 韓國）                                         | 1990年10月30日           | 1992年8月17日  |
| 44   | 65   | High Toon                                         | きめるぜ!ガンマン                       | Kennedy Cartoons（ 加拿大）                           | 1991年3月29日            | 1992年8月24日  |
| 45   | 15   | A Walk on the Flip Side                           | 恐怖のウラ側                            | 宏廣股份有限公司（ 台灣）                             | 1990年10月4日            | 1992年8月31日  |
| 45   | 15   | A Bacon Strip                                     | はだかの体験                            | 宏廣股份有限公司（ 台灣）                             | 1990年10月4日            | 1992年8月31日  |
| 45   | 15   | Senserely Yours, Babs!                            | ぬけ出たユーモア                        | 宏廣股份有限公司（ 台灣）                             | 1990年10月4日            | 1992年8月31日  |
| 46   | 8    | Journey to the Center of Acme Acres               | 地球のまんなか探検記                    | TMS娛樂（ 日本）                                      | 1990年9月25日            | 1992年9月7日   |
| 47   | 49   | Bunnochio                                         | バノチオのぼうけん                      | 宏廣股份有限公司（ 台灣）                             | 1990年12月12日           | 1992年9月14日  |
| 47   | 49   | Bear Necessities                                  | クマったちんにゅう者                    | 宏廣股份有限公司（ 台灣）                             | 1990年12月12日           | 1992年9月14日  |
| 48   | 44   | Hero Hamton                                       | ぼくらのヒーロー!ハムトン               | Encore Cartoons（ 美国）                              | 1990年11月23日           | 1992年9月21日  |
| 49   | 52   | Real Kids Don't Like Broccoli!                    | ブロッコリー星人の侵略!                 | 宏廣股份有限公司（ 台灣）                             | 1991年2月4日             | 1992年9月28日  |
| 49   | 52   | Boo Ha Ha!                                        | お化けが出たゾー!!                      | 宏廣股份有限公司（ 台灣）                             | 1991年2月4日             | 1992年9月28日  |
| 49   | 52   | Duck Dodgers Jr.                                  | 未来のヒーローはスーパー・ドジ!         | 宏廣股份有限公司（ 台灣）                             | 1991年2月4日             | 1992年9月28日  |
| 50   | 50   | Who Bopped Bugs Bunny?                            | パリより愛を込めて… S.O.S!              | Kennedy Cartoons（ 加拿大）                           | 1990年12月14日           | 1992年10月5日  |
| 51   | 64   | K-ACME TV                                         | テレビはぜっタイニーおまかせ!           | 宏廣股份有限公司（ 台灣）                             | 1991年2月26日            | 1992年10月12日 |
| 52   | 36   | Animaniacs!                                       | 究極のアニメ登場!                       | AKOM（ 韓國）                                         | 1990年11月12日           | 1992年10月19日 |
| 53   | 62   | Milk, It Makes a Body Spout!                      | ミルクでギュ、ギュー!                   | 宏廣股份有限公司（ 台灣）                             | 1991年2月22日            | 1992年10月26日 |
| 53   | 62   | America's Least Wanted                            | ハムトンはおたずね者!?                  | 宏廣股份有限公司（ 台灣）                             | 1991年2月22日            | 1992年10月26日 |
| 53   | 62   | Drawn and Buttered!                               | ブタエビ合戦                            | 宏廣股份有限公司（ 台灣）                             | 1991年2月22日            | 1992年10月26日 |
| 54   | 34   | Turtle Hurdle                                     | 自由は遠いョ!                           | TMS娛樂（ 日本）                                      | 1990年11月8日            | 1992年11月2日  |
| 54   | 34   | Drooley Davey                                     | こわすぎるベビー・シッター              | TMS娛樂（ 日本）                                      | 1990年11月8日            | 1992年11月2日  |
| 54   | 34   | Go Fetch!                                         | 悲しきワンちゃん                        | TMS娛樂（ 日本）                                      | 1990年11月8日            | 1992年11月2日  |
| 55   | 56   | Buster at the Bat                                 | バッター・バスター                      | Kennedy Cartoons（ 加拿大）                           | 1991年2月12日            | 1992年11月9日  |
| 55   | 56   | Buster's New Bike                                 | バスターのピカピカ・チャリンコ          | Kennedy Cartoons（ 加拿大）                           | 1991年2月12日            | 1992年11月9日  |
| 55   | 56   | Acme Acres' Summer Olympics                       | オリンピック始まる!                     | Kennedy Cartoons（ 加拿大）                           | 1991年2月12日            | 1992年11月9日  |
| 56   | 58   | Buster's Guide to Goofing Off                     | 楽チンに生きよう!                       | Kennedy Cartoons（ 加拿大）                           | 1991年2月15日            | 1992年11月16日 |
| 56   | 58   | Elmyra at the Mall                                | ペットショップにエルマイラあらわる!     | Kennedy Cartoons（ 加拿大）                           | 1991年2月15日            | 1992年11月16日 |
| 56   | 58   | Hold the Sugar!                                   | アリ!?アリの世界                        | Kennedy Cartoons（ 加拿大）                           | 1991年2月15日            | 1992年11月16日 |
| 57   | 74   | Stand-Up and Deliver!                             | コメディアン誕生!                       | StarToons（ 美国）                                    | 1991年11月22日           | 1992年11月23日 |
| 57   | 74   | The Potty Years                                   | 思い出を水に流して…                     | StarToons（ 美国）                                    | 1991年11月22日           | 1992年11月23日 |
| 57   | 74   | Lame Joke                                         | ジョークのクジョー                      | StarToons（ 美国）                                    | 1991年11月22日           | 1992年11月23日 |
| 58   | 73   | Buster and Babs Go Hawaiian!                      | ワイワイハワイアン!                     | TMS娛樂（ 日本）                                      | 1991年11月18日           | 1992年11月30日 |
| 59   | 72   | Acme Cable TV                                     | おもしろテレビをつくろう!               | TMS娛樂（ 日本）                                      | 1991年11月11日           | 1992年12月7日  |
| 60   | 71   | Once Upon a Star                                  | エルマイラ危うし!                       | AKOM（ 韓國）                                         | 1991年11月4日            | 1992年12月14日 |
| 60   | 71   | A Cub for Grub!                                   | スカッとカブ・スカウト                  | AKOM（ 韓國）                                         | 1991年11月4日            | 1992年12月14日 |
| 60   | 71   | The Year Book Star                                | スターはだれだ!?                        | AKOM（ 韓國）                                         | 1991年11月4日            | 1992年12月14日 |
| 61   | 78   | Take Elmyra, Please!                              | エルマイラにこうさん!                   | TMS娛樂（ 日本）                                      | 1992年2月24日            | 1992年12月21日 |
| 62   | 66   | It's All Relatives!                               | 見て見て!バブス                         | AKOM（ 韓國）                                         | 1991年9月16日            | 1993年1月11日  |
| 62   | 66   | Lifeguard Lunacy!                                 | アーノルド・ザ・救助犬                  | AKOM（ 韓國）                                         | 1991年9月16日            | 1993年1月11日  |
| 62   | 66   | The Kite                                          | チョウチョウタコかいな                  | AKOM（ 韓國）                                         | 1991年9月16日            | 1993年1月11日  |
| 63   | 70   | Happy Birthday Hamton!                            | センチメンタルな贈り物                  | AKOM（ 韓國）                                         | 1991年9月20日            | 1993年1月18日  |
| 63   | 70   | Fit to Be Toyed!                                  | 想像であそぼ!                           | AKOM（ 韓國）                                         | 1991年9月20日            | 1993年1月18日  |
| 63   | 70   | Strung Along Kitty                                | ファーボールのともだち                  | AKOM（ 韓國）                                         | 1991年9月20日            | 1993年1月18日  |
| 64   | 7    | Hollywood Plucky                                  | プラッキー ハリウッドへ行く             | TMS娛樂（ 日本）                                      | 1990年9月24日            | 1993年1月25日  |
| 65   | 31   | Sawdust and Toonsil                               | サーカスのなぞを探れ!                   | AKOM（ 韓國）                                         | 1990年11月5日            | 1993年2月1日   |
| 66   | 76   | Kon Ducki                                         | コンダッキー号漂流記                    | TMS娛樂（ 日本）                                      | 1992年2月10日            | 1993年2月8日   |
| 67   | 68   | Why Dizzy Can't Read                              | ディジー 本を読む                       | AKOM（ 韓國）                                         | 1991年9月18日            | 1993年2月15日  |
| 67   | 68   | C.L.I.D.E. and Prejudice                          | いじめっこモンティー                    | AKOM（ 韓國）                                         | 1991年9月18日            | 1993年2月15日  |
| 67   | 68   | One Beer                                          | い～けないんだ!!                        | AKOM（ 韓國）                                         | 1991年9月18日            | 1993年2月15日  |
| 68   | 77   | Sepulveda Boulevard                               | モンティーの大いなる野望                | AKOM（ 韓國）                                         | 1992年2月17日            | 1993年2月22日  |
| 69   | 75   | My Dinner with Elmyra                             | モンタナ・キッス!                       | TMS娛樂（ 日本）                                      | 1991年11月25日           | 1993年3月1日   |
| 69   | 75   | The Amazing Three                                 | 子供じゃないもん!                       | TMS娛樂（ 日本）                                      | 1991年11月25日           | 1993年3月1日   |
| 70   | 69   | Hog-Wild Hamton!                                  | パーティーはおしずかに!                 | AKOM（ 韓國）                                         | 1991年9月19日            | 1993年3月8日   |
| 71   | 61   | The Roches                                        | ぶりっこゴキブリバンド                  | Kennedy Cartoons（ 加拿大）                           | 1991年2月20日            | 1993年3月15日  |
| 71   | 61   | The Return of Pluck Twacy                         | 帰ってきたプラック・トウェイシー        | Kennedy Cartoons（ 加拿大）                           | 1991年2月20日            | 1993年3月15日  |
| 72   | 33   | Piece of Mind                                     | カラミティーのアルバム                  | 宏廣股份有限公司（ 台灣）                             | 1990年11月7日            | 1993年3月22日  |
| 72   | 33   | Class Cut-Up                                      | だれか信じて!                           | 宏廣股份有限公司（ 台灣）                             | 1990年11月7日            | 1993年3月22日  |
| 72   | 33   | Rear Window Pain                                  | のぞき見プラッキー                      | 宏廣股份有限公司（ 台灣）                             | 1990年11月7日            | 1993年3月22日  |
| 73   | 51   | Tiny Toon Music Television                        | タイニー・トゥーン ミュージック・テレビ | TMS娛樂（ 日本）                                      | 1991年2月1日             | 1993年3月29日  |
| 74   | 6    | Her Wacky Highness                                | ふしぎの国のバブス                      | TMS娛樂（ 日本）                                      | 1990年9月21日            | 1993年4月5日   |
| 75   | 97   | Compromising Principals                           | 減点学園                                | 宏廣股份有限公司（ 台灣）                             | 1992年11月23日           | 1993年4月12日  |
| 75   | 97   | Maid to Re-Order!                                 | クビにされてビックリ!                   | 宏廣股份有限公司（ 台灣）                             | 1992年11月23日           | 1993年4月12日  |
| 75   | 97   | Class Without Class!                              | にくいアイツ!                           | 宏廣股份有限公司（ 台灣）                             | 1992年11月23日           | 1993年4月12日  |
| 76   | 11   | Awful Orphan                                      | 捨て子のスニーザー                      | 宏廣股份有限公司（ 台灣）                             | 1990年9月28日            | 1993年4月19日  |
| 76   | 11   | The Re-Return of the Toxic Revenger!              | 水!カム・バック!                        | 宏廣股份有限公司（ 台灣）                             | 1990年9月28日            | 1993年4月19日  |
| 76   | 11   | Dog-Bird Afternoon                                | バイロンの子守唄                        | 宏廣股份有限公司（ 台灣）                             | 1990年9月28日            | 1993年4月19日  |
| 77   | 96   | Little Dog Lost                                   | ペットはワンダフル!                     | AKOM（ 韓國）                                         | 1992年11月17日           | 1993年4月26日  |
| 77   | 96   | Party Crasher Plucky                              | パーティーにもぐりこめ!                 | AKOM（ 韓國）                                         | 1992年11月17日           | 1993年4月26日  |
| 77   | 96   | Homeward Bound                                    | 宿なしブルース                          | AKOM（ 韓國）                                         | 1992年11月17日           | 1993年4月26日  |
| 78   | 5    | Buffed Bunny                                      | ムキムキバニー                          | TMS娛樂（ 日本）                                      | 1990年9月20日            | 1993年5月3日   |
| 78   | 5    | Squish!                                           | ちっちゃな親切ちっちゃな虫にも          | TMS娛樂（ 日本）                                      | 1990年9月20日            | 1993年5月3日   |
| 78   | 5    | Born to Be Riled!                                 | まねっ子 まねされる!                    | TMS娛樂（ 日本）                                      | 1990年9月20日            | 1993年5月3日   |
| 79   | 67   | When You're Hot                                   | ホットな社会科見学                      | 宏廣股份有限公司（ 台灣）                             | 1991年9月17日            | 1993年5月10日  |
| 79   | 67   | That's Art Folks!                                 | バブス 芸術を語る!                      | 宏廣股份有限公司（ 台灣）                             | 1991年9月17日            | 1993年5月10日  |
| 79   | 67   | Slaughterhouse Jive                               | にっくき肉工場                          | 宏廣股份有限公司（ 台灣）                             | 1991年9月17日            | 1993年5月10日  |
| 80   | 79   | Thirteensomething                                 | 13のとき                                | StarToons（ 美国）                                    | 1992年9月14日            | 1993年5月17日  |
| 81   | 80   | The Just-Us League of Supertoons                  | スーパーヒーロー バットダック           | 宏廣股份有限公司（ 台灣）                             | 1992年9月15日            | 1993年5月24日  |
| 81   | 80   | Sound Off!                                        | サウンドオフ!                           | 宏廣股份有限公司（ 台灣）                             | 1992年9月15日            | 1993年5月24日  |
| 81   | 80   | A Night in Kokomo                                 | ホテル救出大作戦!                       | 宏廣股份有限公司（ 台灣）                             | 1992年9月15日            | 1993年5月24日  |
| 82   | 86   | Wait Till Your Father Gets Even!                  | パパの恐怖のおしおき                    | AKOM（ 韓國）                                         | 1992年9月22日            | 1993年5月31日  |
| 82   | 86   | Concord the Kindly Condor                         | やさしいコンドル コンコード             | AKOM（ 韓國）                                         | 1992年9月22日            | 1993年5月31日  |
| 82   | 86   | Night of the Living Pets                          | ナイト・オブ・ザ・リビングペット        | AKOM（ 韓國）                                         | 1992年9月22日            | 1993年5月31日  |
| 83   | 94   | Minister Golf                                     | ミニスターゴルフでおおはしゃぎ!         | AKOM（ 韓國）                                         | 1992年11月13日           | 1993年6月7日   |
| 83   | 94   | The Undersea World of Fifi                        | フィフィの海底探検                      | AKOM（ 韓國）                                         | 1992年11月13日           | 1993年6月7日   |
| 84   | 83   | Flea for Your Life!                               | ノミ一家の危機                          | 宏廣股份有限公司（ 台灣）                             | 1992年9月18日            | 1993年6月14日  |
| 85   | 91   | Grandma's Dead!                                   | おばあちゃんの葬式騒動                  | AKOM（ 韓國）                                         | 1992年11月10日           | 1993年6月21日  |
| 86   | 95   | Weekday Afternoon Live                            | ウィークデー・アフタヌーン・ライブ      | 宏廣股份有限公司（ 台灣）                             | 1992年11月16日           | 1993年6月28日  |
| 87   | 82   | Whirlwind Romance                                 | ロマンスはつむじ風のように              | TMS娛樂（ 日本）                                      | 1992年9月17日            | 1993年7月5日   |
| 87   | 82   | Going Up!                                         | 上へまいります!                         | TMS娛樂（ 日本）                                      | 1992年9月17日            | 1993年7月5日   |
| 87   | 82   | Nothing to Sneeze At!                             | クローゼットモンスターの悲劇            | TMS娛樂（ 日本）                                      | 1992年9月17日            | 1993年7月5日   |
| 88   | 81   | My Brilliant Revenge!                             | わが復讐のかがやき                      | AKOM（ 韓國）                                         | 1992年9月16日            | 1993年7月12日  |
| 88   | 81   | Can't Buy Me Love!                                | キャント・バイ・ミー・ラブ              | AKOM（ 韓國）                                         | 1992年9月16日            | 1993年7月12日  |
| 88   | 81   | Phone Call from the 405                           | 電話はある日突然に                      | AKOM（ 韓國）                                         | 1992年9月16日            | 1993年7月12日  |
| 89   | 88   | Fit to Be Stewed!                                 | ごちそうの甘いお誘い                    | 宏廣股份有限公司（ 台灣）                             | 1992年11月2日            | 1993年7月26日  |
| 89   | 88   | Ducklahoma                                        | ダックラホマ                            | 宏廣股份有限公司（ 台灣）                             | 1992年11月2日            | 1993年7月26日  |
| 90   | 85   | Toons Take Over!                                  | コメディー脱出作戦!                     | Freelance Animators（ 新西兰）                        | 1992年9月21日            | 1993年8月2日   |
| 91   | 87   | Two-Tone Town                                     | モノクロタウン                          | TMS娛樂（ 日本）                                      | 1992年9月28日            | 1993年8月9日   |
| 92   | 93   | The Horror of Slumber Party Mountain              | お泊まりパーティーの恐怖                | 宏廣股份有限公司（ 台灣）                             | 1992年11月12日           | 1993年8月16日  |
| 93   | 90   | Toon TV                                           | トゥーンTV                              | 宏廣股份有限公司（ 台灣）                             | 1992年11月9日            | 1993年8月23日  |
| 94   | 92   | Ruffled Ruffee                                    | お兄さんといっしょ!                     | TMS娛樂（ 日本）                                      | 1992年11月11日           | 1993年8月30日  |
| 94   | 92   | The Horn Blows at Lunchtime!                      | そしてみんな臭くなった!                 | TMS娛樂（ 日本）                                      | 1992年11月11日           | 1993年8月30日  |
| 94   | 92   | Loon Lake                                         | 爆笑の湖                                | TMS娛樂（ 日本）                                      | 1992年11月11日           | 1993年8月30日  |
| 95   | 89   | Washingtoon                                       | ワシントゥーン                          | AKOM（ 韓國）                                         | 1992年11月4日            | 1993年9月6日   |
| 96   | 35   | A Ditch in Time                                   | タイムトラベルの落とし穴                | TMS娛樂（ 日本）                                      | 1990年11月9日            | 1993年9月13日  |
| 97   | 84   | The Return of Batduck                             |                                         | TMS娛樂（ 日本）                                      | 1992年9月19日            | 1993年9月20日  |
| 98   | 98   | It's a Wonderful Tiny Toons Christmas Special!    |                                         | StarToons（ 美国）                                    | 1992年12月6日            |                |

### OVA
- 我如何度過暑假 （How I Spent My Vacation） （タイニー・トゥーンズの夏休み） （美国: 1992年3月17日公映, 日本: 1994年4月公映） （動畫製作: TMS娛樂（ 日本））
- Tiny Toons Spring Break （美国: 1994年3月27日公映, 日本: 未公映) (動畫製作: 宏廣股份有限公司（ 台灣））
- Night Ghoulery （タイニー・トゥーンズ 真夜中の怪） （美国: 1995年5月28日公映, 日本: 2001年10月31日播映 （卡通頻道）） （動畫製作: TMS娛樂（ 日本））

## 奪得獎項

### 1991
艾美獎—最佳動畫、美國環保媒體獎—EMA兒童動畫獎（代表作：Whale's Tales）、年青媒介獎—最佳新動畫

### 1993
艾美獎—最佳動畫

## 外部連結
- TV.com相關資訊 （页面存档备份，存于）
- IMDb網站相關資訊
- Big Cartoon DataBase相關資訊[永久]
- 動畫FAQ （页面存档备份，存于）
- 原作者Tom Ruegger的訪問（页面存档备份，存于）